# Hansuke Nakamura
Hansuke Nakamura (中村半助 Nakamura Hansuke?, 1845-1897) fue un practicante de jujutsu japonés, perteneciente al estilo Ryōi Shintō-ryū. Se le consideró uno de los mejores luchadores de jujutsu antes del alzamiento del judo.

## Biografía

### Primeros desafíos
Nacido con el nombre de pila de Kinpachi, Nakamura era el cuarto hijo del señor feudal Hanzaemon Nakamura. A temprana edad, el ya conocido como Hansuke comenzó a entrenar en jujutsu bajo la tutela del maestro de Ryōi Shintō-ryū Saizo Shimosaka, y con el tiempo se distinguió como un marcialista temible no sólo a causa de su habilidad, sino también a su gran tamaño para un hombre japonés de su época, ya que medía 1,76m de estatura. Nakamura fue conocido como uno de los cuatro grandes maestros de Kurume, siendo los otros tres su compañero de escuela Shogo Uehara y los practicantes de Sekiguchi-ryū Tetsutaro Hisatomi y Danzo Naka.
Cuando la Restauración Meiji causó la disolución del clan Nakamura en 1868, Hansuke se vio obligado a trabajar en una pescadería y en una destilería de sake para ganarse la vida, aunque no dejó de entrenar en su principal ocupación. El año siguiente tuvo una lucha de desafío contra Genshin Eguchi del estilo Kyushin-ryū, una escuela rival de la provincia de Higo; se trató de un combate salvaje, ya que Toshieguchi causó una cruenta mordedura en la pierna a Nakamura en un intento de escapar de su juji-gatame, pero Nakamura resistió y venció rompiendo el brazo de su oponente. Testigo de esta lucha fue Masaaki Samura de Takeuchi Santo-ryū, una segunda facción enemiga, y se hicieron promesas de un combate entre ellos el siguiente año.
La pelea contra Samura tuvo lugar en el dojo de Yamon Eguchi, el hermano mayor de Genshin. Nakamura abrió la lucha arrodillándose y retando a Samura a enfrentarse a él a ras de lona, su campo de especialidad, pero Samura conocía esto y se negó a entrar en su juego. Cuando por fin Nakamura decidió levantarse y probar suerte fuera de su terreno, Samura aprovechó para atacar con atemi, a lo que Hansuke respondió con una gran proyección que le mandó a tres metros de distancia. Sin embargo, su oponente evitó daños mayores mediante ukemi, y al segundo agarre consiguió asir a Nakamura por la espalda, aplicando hadaka-jime y obligándole a rendirse.

### En la Policía Metropolitana

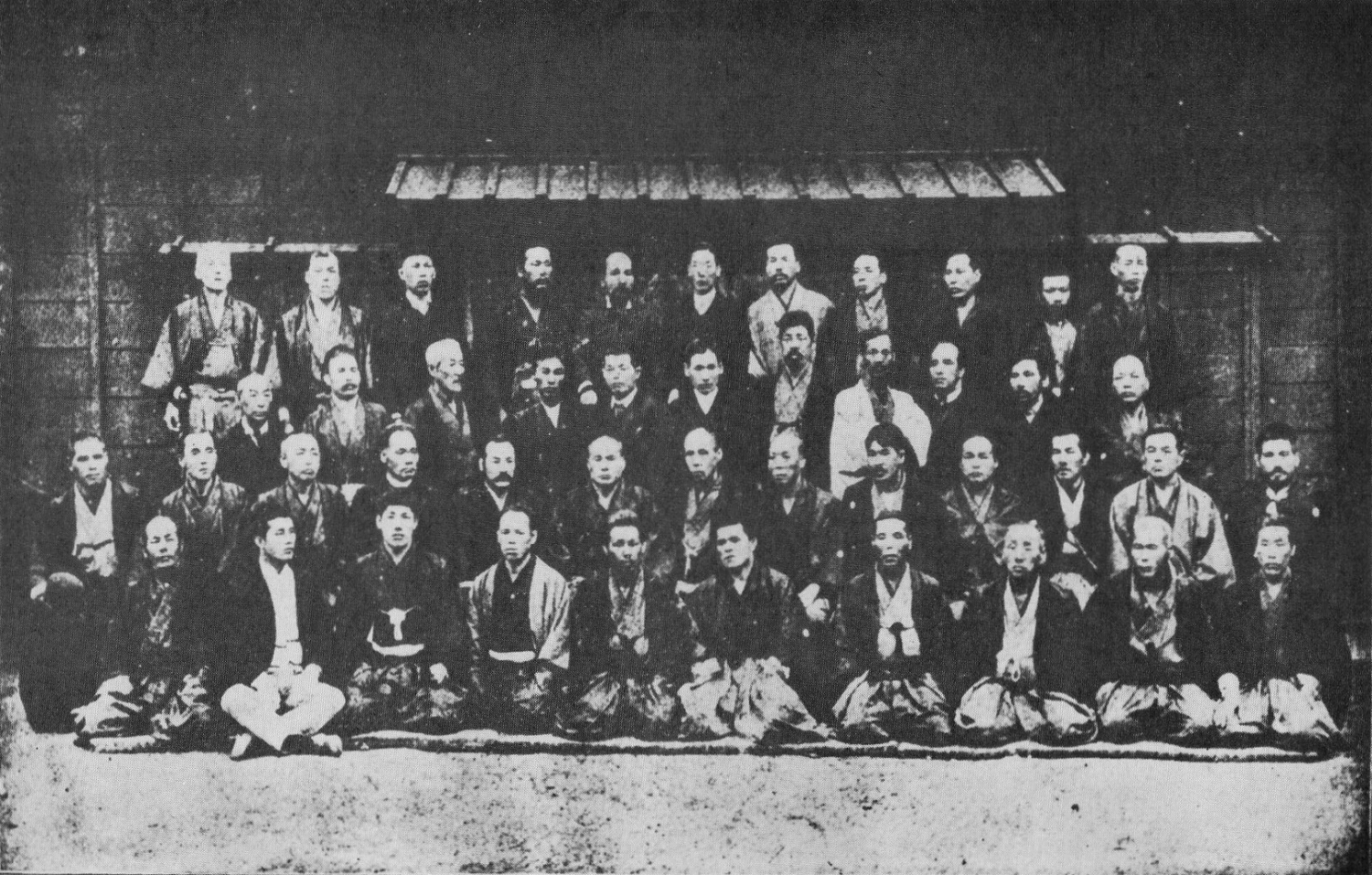
Nakamura (segunda fila, octavo desde la derecha) entre los maestros de jujutsu de 1888.

En 1877, por mediación de su viejo maestro Shimosaka, Nakamura obtuvo un trabajo como instructor de lucha cuerpo a cuerpo en la policía de Japón, en particular del prestigioso departamento de Policía Metropolitana de Tokio. Allí se reencontró con amigos y enemigos, como Uehara, Hisatomi y Samura, y conoció a otros grandes exponenes, como Matsugoro Okuda; todos juntos colaboraron para crear un examen físico estandarizado para los aspirantes a policía. En esta época, la reputación de Nakamura salió a relucir, y empezó a ser conocido en Tokio como el hombre más duro de Japón.
Su afinidad con los combates de desafío no se vio interrumpida por su ocupación policial, empero, y así fue como se vio enfrentado en 1881 a Koji Yano, compañero de su viejo rival Samura en la escuela Takeuchi Santo-ryū. Esta lucha sucedió en una excursión a su provincia de Kumamoto natal, adonde Nakamura viajó en compañía de Uehara y otros dos compañeros, Toshiyuki Senoo y Rokuro Noda. Nakamura dominó la contienda, cubriendo a su oponente con kami shiho gatame, pero Yano se descalificó a sí mismo mordiendo a Nakamura en el pecho desde abajo, ya que en estos nuevos combates no estaban permitidos tales ataques. El propio Samura intercedió por Hansuke, ya que consideró que el acto de Yano resultaba deshonroso, pero este último no cejó, y se dice que fue necesario romperle los dientes para que soltara su presa.

### Enfrentamiento con el instituto Kodokan
En 1886, con la nueva popularidad de Jigoro Kano y su instituto de judo Kodokan, Nakamura se alió contra ellos con la gran escuela de Yōshin-ryū de Hikosuke Totsuka. En particular, retó a uno de los aprendices de Kano, Tsunejiro Tomita, durante la ceremonia de apertura del dojo Tenshin Shinyō-ryū de Magoroku Hachitani. Sin embargo, para sorpresa de Nakamura, Tomita inmediatamente le proyectó con tres tomoe nage seguidos antes de que el jujutsuka pudiera reaccionar. Tomita continuó con ouchi gari, que Nakamura bloqueó, y hiza guruma, que realizó con éxito, pero Nakamura tiró del judoca hacia el suelo y trató de cubrirle con kami-shiho-gatame. En el lapso, sin embargo, Tomita fue capaz de aplicar una estrangulación de solapa del tipo gyaku-juji-jime desde abajo. Atrapado en la llave, Nakamura comenzó a mostrar signos de hipoxia, por lo que Hachitani detuvo el combate antes de que perdiera la consciencia.
Nakamura reconoció que había subestimado completamente el nivel de los judocas, por lo que se sometió a un arduo entrenamiento a fin de obtener la victoria en algún combate de revancha. Dejó de beber alcohol y fortaleció los músculos de su cuello para evitar ser estrangulado de nuevo, utilizando como método predilecto uno en el que se tendía en un tatami y apoyaba en su garganta una barra de madera, sobre la que seis personas se subían y golpeaban con shinais en un intento de cortarle la respiración. Como resultado de estas draconianas prácticas, Nakamura desarrolló un cuello tan poderoso que podía ser ahorcado sin ahogarse o sentir dolor.
Su oportunidad de venganza sucedió durante el torneo de artes marciales de la Policía Metropolitana (警視庁武術大会 Keishicho Bujutsu Taikai?), donde un equipo del Kodokan se enfrentó a otro de la escuela Totsuka. Participando como invitado del segundo bando, Nakamura fue emparejado con Sakujiro Yokoyama, un gran judoca más joven, pero cuyo tamaño no era mucho menor que el del propio Hansuke. Como curiosidad, Yokoyama acababa de derrotar a Masaaki Samura, el viejo enemigo de Nakamura, en un combate previo. En todo caso, Yokoyama abrió la lucha lanzando a Nakamura con deashi barai, tras lo que se dispuso a cubrirle con kami-shiho-gatame, pero Nakamura ejecutó una reversión y fue él el que cubrió a Yokoyama. El judoca consiguió escapar con gran esfuerzo y anotar un harai goshi, pero ya no siguió a Nakamura a la lona, sabedor de que el jujutsuka era superior allí. De la misma manera, Nakamura permaneció con una rodilla en el suelo, habiendo tomado nota de que Yokoyama le aventajaba en derribos.
El combate prosiguió de esta manera, con cada púgil tratando de evitar el terreno de su oponente y atraerle al suyo propio, hasta que se declaró un empate cuando el reloj dio 55 minutos. En total, lucharon media hora de pie y 25 minutos en el suelo, y tras ello quedaron tan agotados que el árbitro tuvo que ayudarles a desprenderse, ya que los dedos se les habían entumecido por completo. Como la contienda no había tenido un vencedor claro, los críticos zanjaron la cuestión considerando a Yokoyama el "Campeón del Oeste" (西の横綱 nishi no yokozuna?) y Nakamura el "Campeón del Ese" (東の横綱 azuma no yokozuna?). Parece ser que Nakamura y Yokoyama trabaron amistad después de la lucha.

### Últimos años y legado
Después de la guerra contra el Kodokan, Nakamura desafió de nuevo a Masaaki Samura. Esta vez Nakamura ganó, pero no se conservan detalles de la pelea. También tuvo una revancha con Yokoyama, siendo derrotado por harai makikomi en una lucha mucho menos espectacular. Posteriormente, Nakamura se unió al Kodokan durante una noche para participar en una exhibición multitudinaria, en la cual fue emparejado con el propio maestro de Yokoyama, Keitaro Inoue.
Nakamura murió en 1897 a los 52 años, pero sería inmortalizado en la saga de novelas de Tsuneo Tomita Sanshiro Sugata, donde prestó su nombre y rol al personaje ficticio de Hansuke Murai. Baku Yumemakura también escribiría una saga de novelas sobre la vida de Nakamura, Toten no Shishi ("El León del Este").